# Манапкала
Манапкала (до 9 ноября 2023 года — Кироваул) — село в Кизилюртовском районе Дагестана. Образует сельское поселение село Манапкала.

## Географическое положение
Расположено на левом берегу реки Сулак, в 4 км к северо-западу от города Кизилюрт.

## История
Село возникло в середине XX века, в результате переселения жителей сёл Сильди, Гакко, Хварши Цумадинского района Республики Дагестан на Кумыкскую равнину.
В августе 2020 года администрацией района была начата процедура переименования села Кироваул в Манапкала в честь заслуженного тренера России, старшего тренера сборной команды Дагестана по боевому самбо Абдулманапа Нурмагомедова. 9 ноября 2023 года село было переименовано в Манапкала.

## Население
| 1970  | 1989  | 2002  | 2010  | 2012  | 2013  | 2014  | 2015  | 2016  |
| ----- | ----- | ----- | ----- | ----- | ----- | ----- | ----- | ----- |
| 783   | ↗1296 | ↗1348 | ↗2174 | ↗2363 | ↗2532 | ↗2679 | ↗2823 | ↗2918 |
| 2017  | 2018  | 2019  | 2020  | 2021  | 2023  | 2024  | 2025  |       |
| ↗3026 | ↗3107 | ↗3169 | ↗3226 | ↗3359 | ↗3485 | ↗3524 | ↗3595 |       |